# Дроздов, Александр Александрович
Алекса́ндр Алекса́ндрович Дроздо́в (30 мая [11 июня] 1892, Омск — 15 августа 1968, Баку) — советский оперный певец (лирико-драматический тенор), народный артист Азербайджанской ССР (1940), заслуженный артист РСФСР.

## Биография
Родился 30 мая (11 июня) 1892 года в Омске. Учился у Михаила Медведева и окончил Саратовскую оперную студию в 1918 году (класс профессора Н. И. Сперанского), после чего начал свою сценическую деятельность. В разные годы он выступал на сценах оперных театров Тифлиса, Ленинграда, Одессы и других городов СССР. С 1935 по 1959 годы был солистом Азербайджанского государственного академического театра оперы и балета.
Кроме театра, с 1947 года также преподавал вокал в Азербайджанской государственной консерватории.
Скончался 15 августа 1968 года в Баку, похоронен на II Аллее почётного захоронения.

## Основные партии
- Отелло, Радамес, Манрико («Отелло», «Аида» и «Трубадур», Джузеппе Верди)
- Рауль («Гугеноты», Жакоме Мейербер)
- Самсон («Самсон и Далила», Камиль Сен-Санс)
- Герман («Пиковая дама», Пётр Чайковский)
- Каварадосси, Пинкертон («Тоска» и «Чио-Чио-Сан», Джакомо Пуччини)
- Арбенин, Чацкий («Маскарад» и «Гроза ума», Борис Зейдман)
- Сабинин («Иван Сусанин», Михаил Глинка)
- Владимир («Дубровский», Эдуард Направник)
- Григорий Мелехов («Тихий Дон», Иван Дзержинский)
- Александр Матюшенко («Потёмкин», Олесь Чишко)
- Георгий Рылеев («Декабристы», Юрий Шапорин)

## Награды и почётные звания
- Заслуженный артист РСФСР
- Народный артист Азербайджанской ССР — 23 апреля 1940 года
- Дважды орден «Красного Знамени» — 25 февраля 1946 года, 9 июня 1959 года
- Орден «Знак Почёта» — 27 апреля 1940 года